# Raión de Jmelnitski
Raión de Jmelnitski (en ucraniano: Хмельницький район) es un raión o distrito de Ucrania en el óblast de Jmelnitski. La capital es la ciudad de Jmelnitski.
Comprende una superficie de 10755,8 km².

## Demografía
Según estimación 2010 contaba con una población total de 53194 habitantes.

## Otros datos
El código KOATUU fue 6825000000. El código postal 31301 y el prefijo telefónico +380 3820.